# Penitenciária

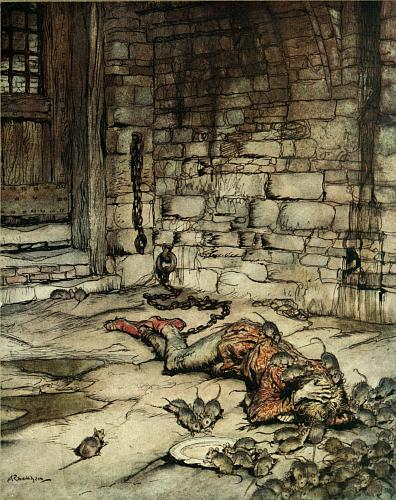
Ilustração de Arthur Rackham de 1919

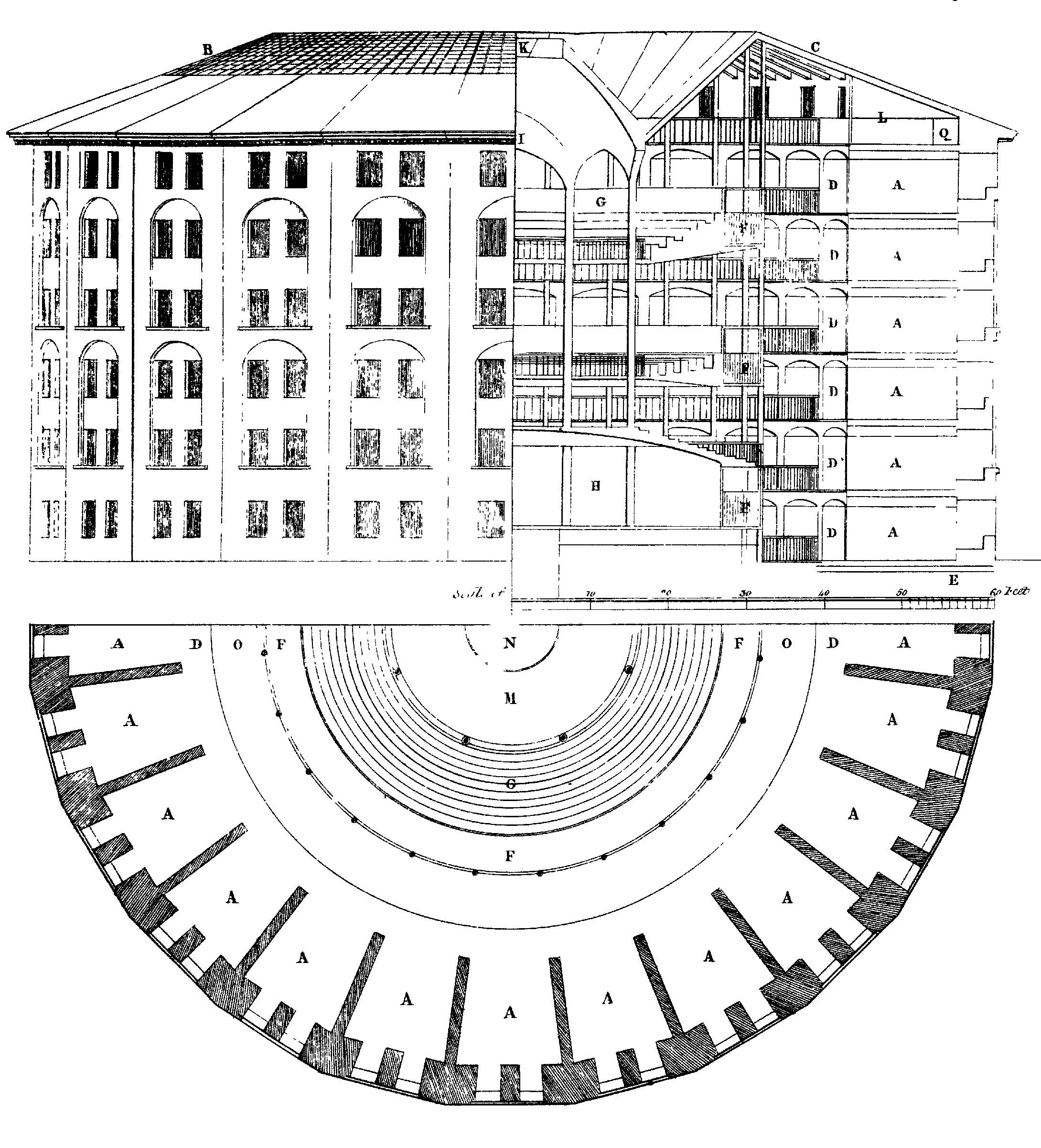
O Pan-óptico, metáfora e pesadelo da escuta-vigilância

Uma penitenciária é o local onde se mantém o indivíduo preso. Em geral, constitui-se de edificação construída com meios diversos para evitar a fuga ou evasão do preso, tais como: paredes grossas e reforçadas, isolamento do meio urbano, grades, cercas, vigilância constante,  divisão em celas etc.

## Outros nomes e variações
Outras palavras para se referir a uma penitenciária incluem presídio, claustro, clausura, cadeia, cárcere, prisão e ergástulo.

## Em Portugal
Em 2004 as penas superiores a dois anos representavam 64% do universo dos reclusos. Em novembro de 2008 encontravam-se no sistema prisional português: 10988 reclusos, dos quais 10152 homens e 653 mulheres.
Até ao início da década de 1980, o sistema prisional português incluía estabelecimentos com designações várias, incluindo a de "penitenciária", "cadeia", "colónia-penal" e "prisão". Na sequência da publicação da Lei Penitenciária de 1979 (Decreto-lei 265/79, de 1 de agosto), todos os estabelecimentos para a execução das medidas privativas de liberdade passaram a designar-se genericamente "estabelecimentos prisionais", com exceção do Hospital Prisional de S. João de Deus em Caxias. 
O sistema prisional português é administrado pela Direção-Geral de Reinserção e Serviços Prisionais, um organismo do Ministério da Justiça.

## No Brasil
O sistema carcerário no Brasil é conhecido especialmente por suas deficiências, como por exemplo a insalubridade e superlotação das celas, fatores que auxiliam na proliferação de epidemias e no contágio de doenças, dentre elas a aids (estima-se que cerca de 20% dos presos  brasileiros sejam portadores da doença).
Segundo a Lei nº 7.210, de 11 de julho de 1984 (Lei de Execução Penal), o regime de cumprimento da pena de limitação de liberdade pode ser:
- Prisão em regime aberto
- Prisão em regime semiaberto
- Prisão em regime fechado

De acordo com as normas brasileiras quanto à execução penal, as celas devem possuir, no mínimo, 6 metros quadrados, ventilação adequada (as celas devem ser arejadas) e condições humanas de sobrevivência para os seus atuais e futuros ocupantes.
No Brasil, não há previsão para pena de morte, salvo em caso de guerra declarada. Sendo assim, a função social da pena privativa de liberdade é que, durante o seu cumprimento, o(a) interno(a) possa ser readaptado à sociedade, passando por uma reforma íntima de modo que possa evoluir como pessoa e retorne ao convívio social melhor do que era antes do cometimento do crime.

### População presidiária
Dados do Instituto Brasileiro de Geografia e Estatística (IBGE) apontam que, aproximadamente, 2% da população economicamente ativa brasileira está nas prisões. Dados de 2007 indicam que o Brasil conta com uma população prisional de mais de 419 mil detentos. Em junho de 2009, foram registrados 469 mil detentos, e o sistema carcerário apresentava um déficit de 170 mil vagas.

### Críticas
As penitenciárias brasileiras foram alvo de crítica no artigo A “Falha” do Sistema Penitenciário: o tempo não cura tudo, escrito por Eduardo Lins. Na oportunidade, ele argumentou que o modelo de pena vigente no mundo moderno é ineficaz porque a mera passagem do tempo não ressocializa o apenado. O autor afirma, ainda, que há a possibilidade de que a passagem do tempo aumente a violência oriunda dos apenados, e que a violência urbana no século XXI seria reflexo deste modelo vigente.